# Pseudo-Clementijnse roman
De pseudo-Clementijnse roman is de oudste bekende christelijke roman. De religieuze noties in de roman maken deel uit van de traditie van het vroegchristelijk jodendom. De tekst is bewaard gebleven in een Griekse versie Homilieën (redevoeringen) en een Latijnse versie Recognitiones (herkenningen). De Latijnse vertaling vanuit het Grieks is van Rufinus (overleden 410).
Het is een pseudepigrafisch werk. In de tekst wordt die toegeschreven aan Clemens I (overleden 99) die bisschop van Rome was als tweede (of derde) opvolger van Petrus. Het heeft de literaire vorm van een – fictieve – autobiografie waarin Clemens Petrus vergezelt op zijn zendingsreizen naar Syrië. Een brief van Petrus aan Jacobus en een brief van Clemens aan Jacobus gaat vooraf aan de tekst van de Homilieën . In de laatste brief informeert Clemens Jacobus dat Petrus is overleden en hij zijn opvolger is.

## Achtergrond
Beide versies moeten de nu bekende vorm in uiterlijk begin vierde eeuw gekregen hebben. Er zijn enige tekstuele verschillen tussen beide versies maar aanzienlijke delen zijn ook identiek. Er is dan ook consensus bij onderzoekers dat aan beide versies een oudere gemeenschappelijke bron ten grondslag ligt. Op het vakgebied wordt die meestal aangeduid met G voor Grundschrift of BW voor Basic Writing. G of BW wordt geassocieerd met een geschrift met de naam Periodoi Petrou (de reizen van Petrus). Dit geschrift wordt meerdere malen in de literatuur van de kerkvaders vermeld en zou uit begin derde eeuw moeten dateren.
Een aantal onderzoekers is van opvatting dat ook G of BW een oudere bron zou moeten hebben die aangeduid wordt als Kerygmata Petrou (predikingen van Petrus). Die bron uit omstreeks het midden van de tweede eeuw zou dan ontstaan moeten zijn in een joods christelijk milieu.
De opvatting over het hebben bestaan van een bron als Kerygmata Petrou is op het vakgebied omstreden. Over de joods christelijke achtergrond van de roman is consensus. Er zijn in de roman parallellen met een werk als Opstijgingen van Jacobus en het evangelie van de Ebionieten, zoals dat door Epiphanius van Salamis in zijn Panarion in het hoofdstuk over de Ebionieten geciteerd werd.

## Samenvatting van het verhaal
Aan het begin van het verhaal wordt vermeld dat de familie van Clemens gerelateerd is aan de Romeinse keizer. Clemens heeft twee oudere tweelingbroers. De zwager van zijn moeder probeert de moeder van Clemens voortdurend te verleiden. Zij wenste dat echter niet aan haar echtgenoot te vertellen en verlaat het gezin met haar twee oudste kinderen. Het schip waarmee ze vertrokken waren leidt schipbreuk en zij wordt gescheiden van haar kinderen, van wie zij aanneemt dat die verdronken waren. Zij wordt een eenzame vrouw, afhankelijk van de liefdadigheid van anderen.
De tweelingbroers zijn echter gevangen door piraten en verkocht aan een vrouw die hen beiden verder opvoedt. Zij worden volgelingen van de valse leraar Simon Magus. Dat is de magiër die al genoemd wordt in de Handelingen van de apostelen. Later bekeren zij zich en worden volgelingen van Petrus, die zij vergezellen op zijn reizen.
De vader van Clemens besluit na enkele jaren zelf op zoek te gaan naar zijn vrouw en twee oudste kinderen en brengt Clemens bij pleegouders onder. Sinds die tijd hoorde Clemens ook niets meer van zijn vader. Tijdens de periode van keizer Tiberius hoorde Clemens in Rome een verhaal dat er in Judea een charismatisch leraar was verschenen die leerlingen accepteert die onderricht wensen in het koninkrijk van God.
Clemens komt eerst in Alexandrië aan en ontvangt daar zijn eerste lessen van Barnabas. Hierna bereikt Clemens Caesarea en ontmoet daar Petrus. Petrus had een afspraak met Simon Magus om in Caesarea een publiek debat te organiseren. Clemens wordt ook door twee andere al wat oudere jongemannen geïnformeerd over eerdere activiteiten van Simon Magus en over hun eigen vroegere connecties met hem. Het debat begint maar wordt abrupt beëindigd als Simon Magus vlucht. Petrus achtervolgt hem van stad naar stad en predikt in al die plaatsen.
Op het eiland Arwad ontmoet Petrus een bedelares. Op zijn vragen verhaalt de vrouw dat zij vroeger behoorde tot aan de keizer gerelateerde familie, maar haar huis met haar twee zonen had verlaten die zij bij een schipbreuk had verloren. De vrouw schaamt zich voor het verhaal en gebruikt gefingeerde namen. Maar de Recognitione (herkenning) wordt slechts uitgesteld. Clemens herkent even later in de vrouw zijn moeder. De twee oudere jongemannen waren Petrus voorgegaan in een reis naar Latakia. Als Clemens en zijn moeder daar arriveren en hen het verhaal vertellen is de onderlinge herkenning van moeder en haar tweelingzoons ook een feit. De vrouw wordt gedoopt.
Petrus heeft intussen een gesprek gehad met een oude man. De man ontkent de kracht van het gebed. Alles wordt volgens de man bepaald door astrologische kennis. Zo had hij de horoscoop van zijn verdwenen vrouw laten opstellen en die voorspelde dat zij hem ontrouw zou zijn en daarna zou verdrinken. Volgens de man had dat ook plaatsgevonden. Petrus vraagt door en ontdekt dat dit de vader van Clemens is. Clemens vindt dus de laatste van zijn familieleden terug en daarmee is ook de serie herkenningen compleet. De oude man verwerpt hierna het geloof in astrologische zekerheden en laat zich dopen.

## Religieuze noties
Met name in het deel van het verhaal waar sprake is van confrontaties met Simon Magus en waar Petrus in meerdere steden homilieën (redevoeringen) houdt wordt ingegaan op de religieuze opvattingen van Petrus. Uit de inhoud van die opvattingen en wat Petrus bestrijdt wordt duidelijk dat met Simon Magus Paulus bedoeld wordt. Paulus wordt in de roman niet benoemd, maar is duidelijk de feitelijke tegenstander van Petrus.
In de groep van de eerste – joodse – volgelingen van Jezus ontstond na zijn dood een verschil van opvatting over de toelating van heidenen. Paulus was van opvatting dat heidenen die tot een christelijke gemeente wilden toetreden niet konden worden verplicht tot de besnijdenis en het onderhouden van de Wet van Mozes. Petrus is evenals Jakobus de verkondiger van vroege joods christelijke opvattingen dat heidenen die willen toetreden wel gehouden zijn aan het aannemen van de joodse leefwijze.
In de roman spreekt Petrus vooral over de 'ware profeet' die zich al door de gehele geschiedenis had geopenbaard. Die profeet had zich al in Adam gemanifesteerd en uiteindelijk in Jezus. De kennis van de ware profeet is identiek met de Wet van Mozes. Deze had de Wet wel ontvangen, maar niet zelf neergeschreven. Dit zou door anderen op zeer onzorgvuldige wijze zijn geschied. De opdracht van de ware profeet was de mensheid te leren te onderscheiden tussen de echte Mozaïsche teksten en de onechte. Onechte passages zijn dan bijvoorbeeld de teksten waarin God menselijke eigenschappen worden toegekend en waarin de offercultus in de Joodse tempel wordt aanbevolen. In de roman wordt de apostolische autoriteit van Petrus gegrondvest op de overtuiging dat hij de opvolger is Mozes. Alleen hij is rechtmatige verkondiger van de Mozaïsche waarheid van de ware profeet.
Elementen die ook bekend zijn van andere vroege joods-christelijke baptistische groeperingen als de Elchasaieten, zoals dagelijkse wassingen van lichaam en voedsel worden ook in de roman beschreven. Net als die groepen is Petrus in de roman een vegetariër.